# Frikandel speciaal (lied)
Frikandel speciaal is een lied van het Nederlandse muziek- en YouTubeduo Stefan en Sean (bestaande uit Stefan de Vries en Sean Demmers) in samenwerking met youtuber en radio-dj Bram Krikke. Het werd in 2019 als single uitgebracht. 

## Achtergrond
Frikandel speciaal is geschreven door Stefan de Vries, Sean Demmers, Bram Krikke en Simon de Wit (Blanks). Het is een nummer uit het genre feestmuziek. In het lied bezingen de artiesten een mooie vrouw en vergelijken ze haar met een frikandel speciaal, omdat ze denken dat ze lekker zou smaken en ze niet normaal, maar speciaal is. Een groot deel van de tekst heeft een dubbel schunnige betekenis. Het nummer was de opvolger van de hit Potentie, eveneens van de drie youtubers samen. Er werden in januari 2020 twee officiële remixen door StukTV gemaakt; een curry en een ketchup remix.

## Hitnoteringen
De artiesten hadden succes met het lied in de hitlijsten van Nederland. Het piekte op de 24e plaats van de Single Top 100 en stond drie weken in deze hitlijst. De Top 40 werd niet bereikt; het lied bleef steken op de 21e positie van de Tipparade.